# Pratesh Shirodkar
Pratesh Shirodkar (sinh ngày 19 tháng 2 năm 1989 ở Calangute, Goa) là một cầu thủ bóng đá người Ấn Độ thi đấu ở vị trí tiền vệ cho Mumbai FC ở Indian Super League.

## Sự nghiệp

### Sporting Goa
Sau khi trải qua sự nghiệp trẻ với Học viện Bóng đá SESA ở Goa Pratesh ký hợp đồng với Sporting Clube de Goa của I-League ngày 29 tháng 6 năm 2012. Pratesh ghi bàn thắng đầu tiên cho câu lạc bộ ngày 28 tháng 8 năm 2012 trước ONGC ở Cúp Durand 2012.

### Mumbai City
Vào tháng 7 năm 2015 Shirodkar được tuyển chọn để thi đấu cho Mumbai City FC ở Indian Super League 2015.

### Goa
Sau khi thi đấu mùa giải Indian Super League 2015 với Mumbai City, Shirodkar ký hợp đồng với đội bóng quê nhà, Goa, cho mùa giải 2016.

## Thống kê sự nghiệp

### Câu lạc bộ
Tính đến 30 tháng 5 năm 2015
| Câu lạc bộ          | Mùa giải            | Giải vô địch | Giải vô địch | Cúp Liên đoàn | Cúp Liên đoàn | Cúp Durand | Cúp Durand | AFC     | AFC       | Tổng    | Tổng      |
| Câu lạc bộ          | Mùa giải            | Số trận      | Bàn thắng    | Số trận       | Bàn thắng     | Số trận    | Bàn thắng  | Số trận | Bàn thắng | Số trận | Bàn thắng |
| ------------------- | ------------------- | ------------ | ------------ | ------------- | ------------- | ---------- | ---------- | ------- | --------- | ------- | --------- |
| Sporting Goa        | 2012–13             | 24           | 1            | 0             | 0             | 1          | 1          | —       | —         | 25      | 2         |
| Sporting Goa        | 2013–14             | 20           | 2            | 4             | 0             | 0          | 0          | -       | -         | 24      | 2         |
| Sporting Goa        | 2014–15             | 18           | 1            | 0             | 0             | 0          | 0          | –       | –         | 18      | 1         |
| Tổng cộng sự nghiệp | Tổng cộng sự nghiệp | 62           | 4            | 0             | 0             | 1          | 1          | 0       | 0         | 63      | 5         |